# هوشنگ قوانلو
هوشنگ قوانلو (زاده ۱۳۲۶ در تهران) بازیگر سینما اهل ایران است.

## گزیدهٔ آثار

### سینما

#### بازیگر
- بی‌نامی (۱۳۹۵)
- فروشنده (۱۳۹۴)
- آشغال‌های دوست‌داشتنی (۱۳۹۱)
- بیداری (۱۳۸۷)
- آتش سبز (۱۳۸۶)
- اشکان، انگشتر متبرک و چند داستان دیگر (۱۳۸۶)
- زن بدلی (۱۳۸۵)
- شاعر زباله‌ها (۱۳۸۴)
- شام عروسی (۱۳۸۴)
- تردست (۱۳۸۳)
- نگاه (۱۳۸۳)
- شمعی در باد (۱۳۸۲)
- معادله (۱۳۸۲)
- بانوی من (۱۳۸۱)
- سگ کشی (۱۳۷۹)
- هفت پرده (۱۳۷۹)
- یکی بود یکی نبود (۱۳۷۹)
- دختران انتظار (۱۳۷۸)
- شوخی (۱۳۷۸)
- هفت سنگ (۱۳۷۶)
- عاشق فقیر (۱۳۷۴)
- مرد نامرئی (۱۳۷۴)
- یک داستان واقعی (۱۳۷۴)
- درد مشترک (۱۳۷۳)
- مروارید سیاه (۱۳۷۳)
- جاده عشق (۱۳۷۲)
- خسوف (۱۳۷۱)
- مجسمه (۱۳۷۱)
- مسافران (۱۳۷۰)
- به خاطر همه چیز (۱۳۶۹)

### تلویزیون
| سال  | نام          | سمت    | کارگردان       | توضیحات |
| ---- | ------------ | ------ | -------------- | ------- |
| ۱۳۷۹ | روزهای زندگی | بازیگر | سیروس مقدم     | شبکه ۳  |
| ۱۳۷۵ | غبار نور     | بازیگر | محمدرضا اصلانی | شبکه ۱  |
| ۱۳۷۰ | آهنگ پنهان   | بازیگر | ایرج کریمی     | شبکه ۲  |